# Stazione di Rittō
La stazione di Rittō (栗東駅?, Rittō-eki) è una stazione ferroviaria della città di Rittō, nella prefettura di Shiga in Giappone. La stazione è gestita dalla JR West e serve la linea Biwako (parte della linea principale Tōkaidō).

## Struttura
La stazione è costituita da due piattaforme laterali con 2 binari in superficie al livello del terreno. 
Per quanto riguarda il traffico, per tutto il giorno alla stazione fermano circa 4 treni all'ora.
| 1 | ■ Linea JR Biwako | per Maibara, Nagahama e Ōgaki |
| 2 | ■ Linea JR Biwako | per Kusatsu, Kyoto e Ōsaka    |

## Stazioni adiacenti
| «                                          | Servizio                                   | »                                          |
| Linea principale Tōkaidō (Linea JR Biwako) | Linea principale Tōkaidō (Linea JR Biwako) | Linea principale Tōkaidō (Linea JR Biwako) |
| ------------------------------------------ | ------------------------------------------ | ------------------------------------------ |
| Moriyama                                   | Locale                                     | Kusatsu                                    |